# Lamkówko
Lamkówko (deutsch Klein Lemkendorf) ist ein Ort in der polnischen Woiwodschaft Ermland-Masuren. Er gehört zur Gmina Barczewo (Stadt-und-Land-Gemeinde Wartenburg i. Ostpr.) im Powiat Olsztyński (Kreis Allenstein).

## Geographische Lage
Lamkówko liegt im Westen der Woiwodschaft Ermland-Masuren, 18 Kilometer nordöstlich der Kreis- und Woiwodschaftshauptstadt Olsztyn (deutsch Allenstein).

## Geschichte
Klein Lemkendorf, bestehend aus mehreren kleinen Höfen, ist aus Lemkendorf, dann Groß Lemkendorf genannt, hervorgegangen. Amtlich gesprochen heißt das: „Die Kolonie Kl. Lemkendorf ist unter Abtrennung von dem Gutsbezirke des Forstreviers Sadlowo durch Allerhöchste Kabinettsordre zu einem selbständigen Gemeindebezirk erhoben worden“.
Die Landgemeinde Klein Lemkendorf war zwischen 1874 und 1945 in den Amtsbezirk Lemkendorf im ostpreußischen Kreis Allenstein eingegliedert.
Im Jahre 1910 waren in Klein Lemkendorf 107 Einwohner registriert. Ihre Zahl belief sich 1933 auf 120 und 1939 auf 102.
Als 1945 in Kriegsfolge das gesamte südliche Ostpreußen an Polen fiel, bekam Klein Lemkendorf die polnische Namensform „Lamkówko“. Heute ist der Ort ein Teil der Stadt-und-Land-Gemeinde Barczewo (Wartenburg i. Ostpr.) im Powiat Olsztyński (Kreis Allenstein), von 1975 bis 1998 der Woiwodschaft Olsztyn, seither der Woiwodschaft Ermland-Masuren zugehörig. Im Jahre 2011 zählte Lamkówko 31 Einwohner.
In Lamkówko befindet sich ein Satellitenobservatorium der Universität Ermland-Masuren in Olsztyn.

## Kirche
Bis 1945 war Klein Lemkendorf in die evangelische Kirche Wartenburg (Ostpreußen) in der Kirchenprovinz Ostpreußen der Kirche der Altpreußischen Union, außerdem in die römisch-katholische Kirche Groß Lemkendorf (polnisch Lamkowo) eingepfarrt.
Für Lamkówko besteht die Beziehung zur katholischen Kirche Lamkowo, jetzt im Erzbistum Ermland, weiterhin. Die evangelischen Einwohner halten sich jetzt zur Christus-Erlöser-Kirche Olsztyn innerhalb der Diözese Masuren der Evangelisch-Augsburgischen Kirche in Polen.

## Verkehr
Lamkówko liegt etwa auf halber Strecke einer Nebenstraße, die von Lamkowo nach Barczewo führt. Eine Bahnanbindung besteht nicht.